# Sárgatorkú mézmadár
A sárgatorkú mézmadár (Manorina flavigula) a madarak osztályának a verébalakúak (Passeriformes) rendjébe, ezen belül a mézevőfélék (Meliphagidae) családjába tartozó faj.

## Előfordulása
Szinte egész Ausztráliában elterjedt faj, a kontinensen a York-félszigeten és a délkeleti részek kivételével mindenütt előfordul.   Száraz erdők, eukaliptuszerdők, bozótos vidékek lakója, de mezőgazdasági területeken is előfordul.

## Alfajai
- Manorina flavigula flavigula - Queensland, Új-Dél-Wales államok területén, valamint Victoria állam északnyugati részén és Dél-Ausztrália keleti részén él.
- Manorina flavigula lutea - az Északi Területen, Dél-Ausztrália nyugati részén és Nyugat-Ausztrália keleti részén fordul elő.
- Manorina flavigula obscura - Nyugat-Ausztrália délnyugati területein őshonos.
- Manorina flavigula wayensis - Nyugat-Ausztrália északi részén él.
- Manorina flavigula alligator
- Manorina flavigula casuarina
- Manorina flavigula clelandi
- Manorina flavigula melvillensis - a Melville-szigeten élő alfaj
- Manorina flavigula pallida

## Megjelenése
Átlagos testhossza 28 centiméter. Háta és feje egyszínű szürkésbarna, erős szárnyai szürkék sárgás mintázattal. Mellét és fejének tetejét élénksárga folt díszíti. Hasa krémszínű, a szeme körüli csupasz bőrfelület, csőre és lábai is sárgák.

## Életmódja
Kis kolóniákban él a facsoportokkal tarkított nyílt térségekben. Mint minden mézevő faj ideje java részét a fák lombkoronájában tölti. Eleségét elsősorban a talajon gyűjti, ahol rovarokat és magvakat szegedet fel. Táplálékot keres azonban a fákon is, ahol virágokból kiszívja a nektárt, közben repülő rovarokat is fog, ezen kívül pókokat és egyéb ízeltlábúakat is fogyaszt, melyeket a fák törzsén és ágain fog el. Gyümölcsöt is fogyaszt. Táplálékkeresés közben messzire elkóborol a pihenőhelyétől. Agresszív madarak, sokat veszekednek a kolónián belül is és harciasan viselkedik más fajokkal szemben is. Előfordul, hogy az egész kolónia együttesen rátámad a ragadozókra és a kisebb fajokat el is tudják kergetni.

## Szaporodása
A költési időszak júliustól decemberig tart. Fészke száraz fűből, apró ágakból és fakéregből készül, az egészet pókháló tartja össze. A fészek belsejét gyapjúval vagy tollakkal béleli. Fészkét fák ágaira, többnyire igen magasra építi.
A tojó általában 2-3 tojást rak, amelyeket 14-16 nap alatt költ ki. A fiókákat az  előző fészekalj fiatal madarai is segítenek felnevelni.